# Province de Saragosse
Pour les articles homonymes, voir Saragosse (homonymie).
La province de Saragosse (en espagnol et en aragonais : Provincia de Zaragoza - en catalan : Província de Saragossa) est l'une des trois provinces de la communauté autonome d'Aragon, dans le nord-est de l'Espagne. Sa capitale est la ville de Saragosse.

## Géographie
La province de Saragosse se trouve au centre de la communauté autonome et couvre une superficie de 17 252 km2.
Elle est bordée au nord-est par la province de Huesca, à l'est par les provinces de Lérida et de Tarragone (Catalogne), au sud par la province de Teruel, au sud-ouest par la province de Guadalajara (communauté autonome de Castille-La Manche), à l'ouest par la province de Soria (communauté autonome de Castille-et-Leon) et au nord-ouest par la Navarre.

## Subdivisions

### Comarques
La province de Saragosse est subdivisée en 13 comarques (entre parenthèses leur chef-lieu) :
- Aranda (Illueca)
- Bajo Aragón-Caspe (Caspe)
- Campo de Belchite (Belchite)
- Campo de Borja (Borja)
- Campo de Cariñena (Cariñena)
- Campo de Daroca (Daroca)
- Cinco Villas(Ejea de los Caballeros)
- Comunidad de Calatayud (Calatayud)
- Ribera Alta del Ebro (Alagón)
- Ribera Baja del Ebro (Quinto)
- Saragosse (Saragosse)
- Tarazona y el Moncayo (Tarazona)
- Valdejalón (La Almunia de Doña Godina)

Les comarques suivantes, qui ont leur chef-lieu dans la province de Huesca, ont certaines de leurs communes qui sont situées dans la province de Saragosse :
- Bajo Cinca : Mequinenza
- Hoya de Huesca : Murillo de Gállego et Santa Eulalia de Gállego
- Jacetania : Artieda, Mianos, Salvatierra de Esca et Sigüés
- Monegros : Bujaraloz, Farlete, Leciñena, Monegrillo et Perdiguera

### Communes
La province compte 292 communes (municipios en espagnol).